# Costa Serena
El Costa Serena es un crucero de la clase Concordia propiedad de Costa Cruceros, construido por Fincantieri en Sestri Ponente, Génova, Italia. El nombre de Serena simboliza la armonía y la serenidad.
Desde su entrada en servicio, ha sido el buque insignia de la compañía. Sus buque gemelos son el Costa Concordia (2006), el Costa Pacifica (2009), el Costa Favolosa (2011) y el Costa Fascinosa (2012).

## Restaurantes[3]
Las opciones gastronómicas del Costa Serena no difieren mucho de las de otros barcos de la flota de Costa Cruceros. El bufé Prometeo, ubicado en la cubierta Libra, con pizzería incluida; los restaurantes principales, Ceres y Vesta, ambos en la cubierta Orion; y los restaurantes Samsara (cubierta Aries) y el Club Bacco (cubierta Virgo).

## Documental
En 2009 Costa Serena y su tripulación aparecieron en la serie documental de National Geographic Channel "Diarios del tránsatlantico" ("Cruise Ship Diaries").